# 10 (Enuff Z'nuff)
10 è il nono album in studio del gruppo musicale glam metal Enuff Z'nuff, pubblicato dalla Spitfire Records nel 2000.

## Tracce
1. There Goes My Heart
2. Fly Away
3. The Beast
4. Your Hearts No Good...
5. Wake Up
6. What Can I Do
7. Suicide
8. All Right
9. Holiday
10. Bang On
11. The Jean Genie
12. Everything Works If You Let It

## Formazione
- Donnie Vie – voce, chitarra ritmica, armonica, pianoforte
- Chip Z'Nuff – basso, chitarra, voce
- Johnny Monaco – chitarra solista
- Ricky Parent – batteria

### Altri musicisti
- Billy Corgan - chitarra su traccia 12
- Derek Frigo - chitarra